# Эркан, Яшар
Яшар Эркан (тур. Yaşar Erkan, 30 апреля 1911, деревня Испиди, район Рефахие, провинция Эрзинджан, Османская империя — 18 мая 1986, Измир, Турция) — турецкий борец греко-римского и вольного стилей, олимпийский чемпион 1936 года по греко-римской борьбе в категории до 61 кг, 4-кратный победитель Балканских игр.
Яшар Эркан является первым олимпийским чемпионом в истории Турции.